# いまさが
『いまさが』は、2011年4月4日からNHK佐賀放送局で平日18時台に放送されている『NHKニュース』のローカルニュース番組。
本項目では、関連番組として放送されていた『ニュースおかえり佐賀845』ならびに『ただいま佐賀+』についても記述する。

## 概要
『NEWSファイル佐賀』の後継番組として開始。佐賀県内での一日のできごとや、押さえておきたい最新情報をわかりやすくコンパクトに伝える。
2023年5月15日より、NHKプラスの「ご当地プラス（九州・沖縄エリア）」において見逃し配信を開始した。
2023年12月25日 - 28日、2024年1月4日 - 5日は、平日ではあるものの年末年始期間の特別編成により18時45分開始の短縮放送された。
2025年度より番組のタイトルが『ニュースただいま佐賀』から『いまさが』へ変更された。

## 放送時間
- 平日 18:20 - 19:00（2012年4月2日 - 2015年3月27日）
- 平日 18:10 - 19:00（2011年4月4日 - 2012年3月30日、2015年3月30日 - ）
- 土日 18:45 - 18:59（2025年4月5日 - ）

## 出演者
- 滑川和男（キャスター、2025年3月31日 - ）
- 小野錦（キャスター・隔週、2021年4月 - ）
- 河西愛里（キャスター・隔週、2024年4月8日 - ）
- 黒田咲良（キャスター・隔週、2024年4月15日 - ）
- 石掛貴人（気象予報士、日本気象協会九州支社所属）
- DJYUYA（「YUYAのオーレ！サガン鳥栖」・「GoGo! バルーナーズ」、月曜）

## 過去の出演者
NHKアナウンサー
- 早坂隆信（2011年4月 - 2012年7月）
- 丹沢研二（2011年4月 - 2013年3月、2014年4月 - 2015年3月）
- 武藤友樹（2012年8月 - 2015年7月）
- 三平泰丈
- 酒井良彦
- 後藤康之（2015年8月 - 2018年3月）
- 利根川真也（2018年4月 - 2019年3月29日）
- 小林将純（2019年4月 - 2023年3月24日）
- 保田一成
- 竹野大輝（2020年4月6日 - 2024年3月22日[6]）
- 飯塚洋介（2023年4月3日 - 2025年3月21日）
- 酒匂飛翔（2024年4月15日 - 2025年3月28日）

NHK佐賀放送局契約キャスター（当時）
- 福田孝子
- 重信奈央
- 増本佳奈子
- 坪内明美
- 野方美郷
- 川村梨華
- 帆鷲美織
- 馬見塚琴音[注釈 2]
- 寺田美穂
- 時松仁美
- 山﨑優里

## ニュースおかえり佐賀845
『ニュースおかえり佐賀845』（ニュースおかえりさがはちよんご）は、2011年4月4日からNHK佐賀放送局で、平日 20:45 - 21:00に放送されていたローカルニュース番組である。2013年度までのタイトルは『ニュースおかえり845』。前番組および次番組は『ニュース845佐賀』。
平日18時台の『ニュースただいま佐賀』で取り上げた佐賀県内のニュースを中心とする15分番組。『ニュース845佐賀』時代と同様に祝日、大型連休及び年末年始には放送休止となり、代わって20:55 - 21:00に福岡放送局発の『ニュース・気象情報（九州沖縄）』が放送される（12月31日を除く）。

## ただいま佐賀+
『ただいま佐賀+』（ただいまさがプラス）は、2022年4月9日から佐賀県内のNHK総合テレビで土曜・日曜 18:45 - 18:59に放送されているローカルニュース番組である （2023年3月までは祝日にも放送されていた）。
土日以外の祝日と大型連休、お盆、年末年始は放送休止となり、代わって18:45 - 18:59（年末年始は18:50 - 19:00）に拠点の福岡放送局から『ニュース・気象情報（九州・沖縄）』が放送される。
キャスターは原則佐賀放送局のアナウンサーが交替で出演するが、近年は佐賀放送局の契約キャスター（主に小野錦）が出演することもある。
2023年度より、18:53 - 18:55の東京からの全国の気象情報はネットしていない。